# Bès d'Arengosse
Pour les articles homonymes, voir Bès (homonymie).
Le Bès d'Arengosse est un ruisseau qui traverse les départements des Landes et un affluent gauche du Bès dans le bassin versant de l'Adour.

## Géographie
D'une longueur de 16,9 kilomètres, il prend sa source sur la commune d'Arengosse (Landes), à l'altitude 82 mètres.
Il coule du nord vers le sud et se jette dans le Bès dans la même commune, à l'altitude 37 mètres.

## Commune et canton traversés
Dans le département des Landes, le Bès d'Arengosse ne traverse qu'une commune et un canton : Arengosse (source et confluence) dans le canton de Morcenx.

## Affluents
Le Bès d'Arengosse a quatre affluents référencés :
- le ruisseau de Pouchic (rg) ;
- le ruisseau des saucettes (rg) ;
- le canal du Sangla (rd) ;
- le ruisseau de Cante-Cigale (rg).